# Ленинское сельское поселение (Кировская область)
Ленинское сельское поселение — муниципальное образование в составе Слободского района Кировской области России.
Центр — деревня Рубежница.

## История
Ленинское сельское поселение образовано 1 января 2006 года согласно Закону Кировской области от 07.12.2004 № 284-ЗО.

## Население
| 2010  | 2012  | 2013  | 2014  | 2015  | 2016  | 2017  |
| ----- | ----- | ----- | ----- | ----- | ----- | ----- |
| 1332  | ↗1396 | ↗1404 | ↘1359 | ↘1345 | ↘1343 | ↗1344 |
| 2018  | 2019  | 2020  | 2021  |       |       |       |
| ↗1352 | ↗1364 | ↘1332 | ↘1061 |       |       |       |

## Состав
В состав поселения входят 26 населённых пунктов (население, 2010):
| - деревня Рубежница — 42 чел.; - деревня Абдалы — 4 чел.; - деревня Бажинцы — 78 чел.; - деревня Баташи — 54 чел.; - деревня Большие Логуновы — 139 чел.; - деревня Большие Сколотни — 11 чел.; - посёлок Боровица — 154 чел.; - деревня Вахруши — 194 чел.; - деревня Вершининцы — 4 чел.; | - село Волково — 266 чел.; - деревня Выдринцы — 0 чел.; - деревня Горская Речка — 61 чел.; - деревня Калининцы — 0 чел.; - деревня Курешники — 1 чел.; - деревня Луза — 76 чел.; - деревня Ляпуни — 0 чел.; - деревня Маленики — 0 чел.; - деревня Малые Логуновы — 0 чел.; | - деревня Малые Сколотни — 19 чел.; - деревня Мезриха — 11 чел.; - деревня Мокины — 6 чел.; - деревня Осинцы — 155 чел.; - деревня Сунцовы — 0 чел.; - деревня Харинцы — 0 чел.; - деревня Чирки — 12 чел.; - посёлок Чирковский завод — 45 чел. |